# Gonomyia indotata
Gonomyia indotata är en tvåvingeart som beskrevs av Alexander 1966. Gonomyia indotata ingår i släktet Gonomyia och familjen småharkrankar.
Artens utbredningsområde är Honduras. Inga underarter finns listade i Catalogue of Life.